# سوژه‌باز

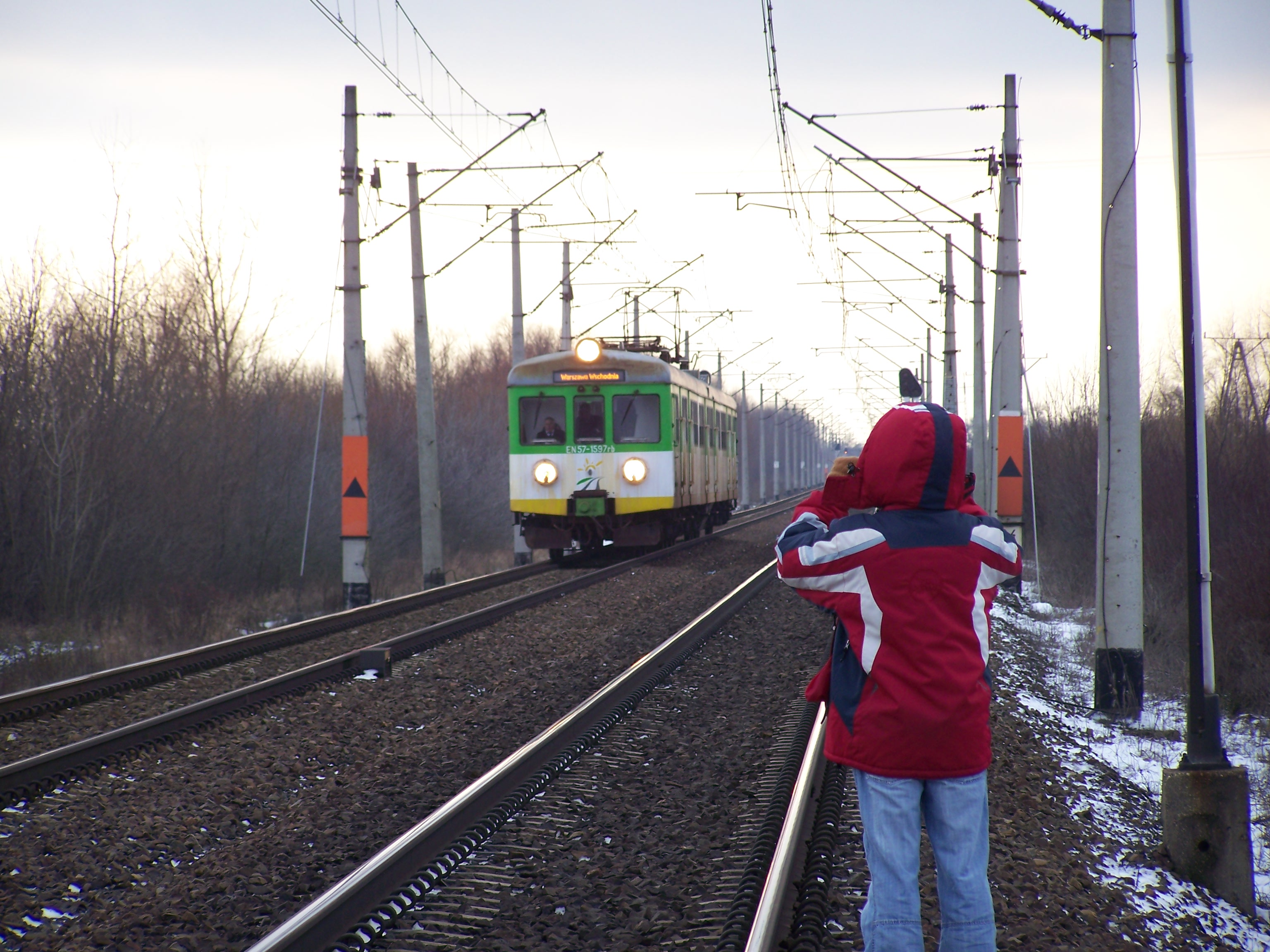

سوژه‌باز یا آنوراک یک اصطلاح عامیانه انگلیسی است که به شخصی گفته می‌شود که علاقه بسیار شدید و شاید وسواسی به موضوعات خاص دارد. این علاقه ممکن است توسط عموم مردم تأیید نشود یا درک نشود. این اصطلاح گاهی اوقات مترادف با «گیگ» یا «خوره»، اصطلاح اسپانیایی «فیریکی» یا اصطلاح ژاپنی «اوتاکو» استفاده می‌شود، البته به جاویژه‌های مختلف اشاره دارد.

## ریشه‌شناسی
اولین استفاده از این اصطلاح برای توصیف یک طرفدار وسواسی به مجری رادیویی اندی آرچر نسبت داده شده است که در اوایل دهه ۱۹۷۰ از این اصطلاح برای طرفداران رادیو فراساحل استفاده می‌کرد که قایق‌هایی را اجاره می‌کردند تا برای بازدید از کشتی‌های رادیویی به دریا بیایند.
در سال ۱۹۸۳، اولین نسخه گزارش هفتگی آنوراک یوکِی منتشرشد که حاوی اخبار پخش رادیویی غیرمجاز بود. در سال ۱۹۸۴ روزنامه آبزرور از این اصطلاح به‌عنوان کنایه برای گروه نمونه‌اولیه علاقه‌مند به چیزهای بی‌اهمیت، قطارنگرنده‌ها (به انگلیسی: Trainspotters) استفاده کرد، زیرا اعضای این گروه اغلب وقتی ساعت‌ها روی سکوهای ایستگاه می‌ایستند، بادگیرها یا کاپشنهای نامتعارف اما گرمی به نام «آنوراک» می‌پوشیدند. یا در امتداد خطوط راه‌آهن و جزئیات قطارهای عبوری را یادداشت می‌کردند.